# Elisabeth Theurer
Elisabeth Max-Theurer (Linz, 20 september 1956) is een voormalig Oostenrijks amazone, die gespecialiseerd was in dressuur. Max-Theurer behaalde tijdens de Olympische Zomerspelen 1980 de gouden medaille in de individuele dressuur. Max-Theurer werd vier jaar later tijdens de Olympische Zomerspelen 1984 elfde individueel en negende in de landenwedstrijd. Bij Max-Theurer haar derde olympische optreden behaalde ze de achtste plaats individueel.

## Resultaten
- Olympische Zomerspelen 1980 in Moskou  individueel dressuur met Mon Cherie
- Olympische Zomerspelen 1984 in Los Angeles 11e individueel dressuur met Acapulco
- Olympische Zomerspelen 1984 in Los Angeles 9e landenwedstrijd dressuur met Acapulco
- Olympische Zomerspelen 1992 in Barcelona 8e individueel dressuur met Liechtenstein

1912: Carl Bonde ·
1920: Janne Lundblad ·
1924: Ernst Linder ·
1928: Carl Friedrich von Langen ·
1932: Xavier Lesage ·
1936: Heinz Pollay ·
1948: Hans Moser ·
1952: Henri Saint Cyr ·
1956: Henri Saint Cyr ·
1960: Sergej Filatov ·
1964: Henri Chammartin ·
1968: Ivan Kizimov ·
1972: Liselott Linsenhoff ·
1976: Christine Stückelberger ·
1980: Elisabeth Theurer ·
1984: Reiner Klimke ·
1988: Nicole Uphoff ·
1992: Nicole Uphoff ·
1996: Isabell Werth ·
2000: Anky van Grunsven ·
2004: Anky van Grunsven ·
2008: Anky van Grunsven ·
2012: Charlotte Dujardin ·
2016: Charlotte Dujardin ·
2020: Jessica von Bredow-Werndl ·
2024: Jessica von Bredow-Werndl